# Rattus (brætspil)
Rattus er et brætspil, designet af de norske spildesignere Åse og Henrik Berg. Spillet blev lanceret i 2010 og udgivet af White Goblin Games.
Rattus henter tematik fra et pestbefængt Europa i 1300-tallet. Spillerne gør brug af forskellige samfundsklasser fra middelalderen i kampen mod pesten og rotterne. Bønderne giver for eksempel ekstra befolkningsvækst, munkene holder rotterne væk, mens de rige købmænd flygter når pesten kommer.
Rattus er for 2 – 4 spillere og rangeres som et let til mellemsvært familiespil. Spilmekanikken er områdekontrol. Spillet har fået en række udvidelser.

## Udmærkelser
- Golden Geek, nomineret til bedste familiespil (2011)
- Lucca Games, nomineret til bedste familiespil (2011)

## Eksterne links
- om spillet på Boardgamegeek.com